# Modelado glaciar

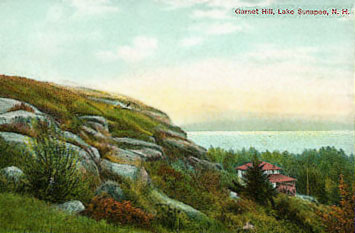
Postal antigua que muestra rocas marcadas por la erosión glacial

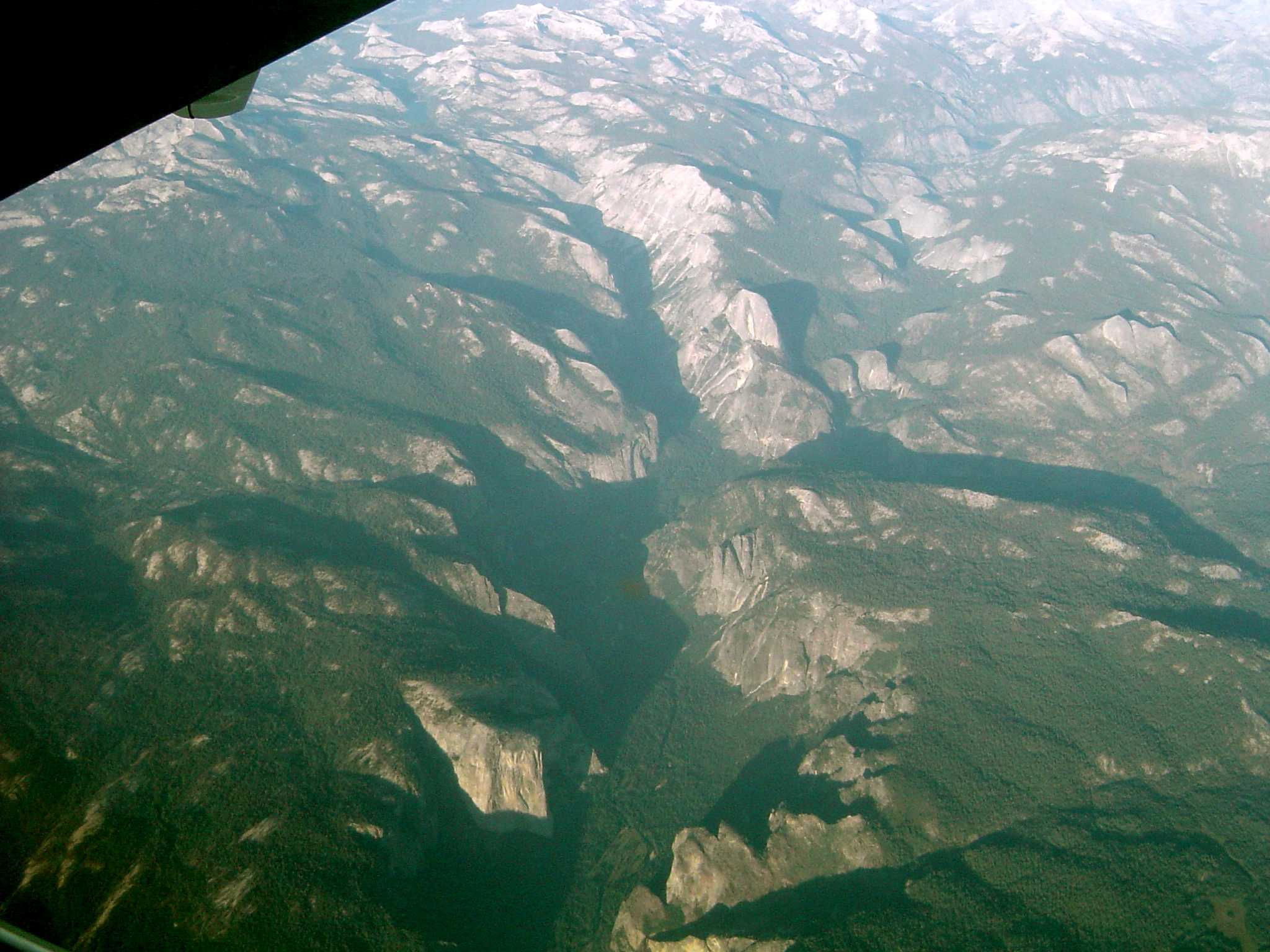
Valle de Yosemite desde un avión, mostrando la forma de "U"

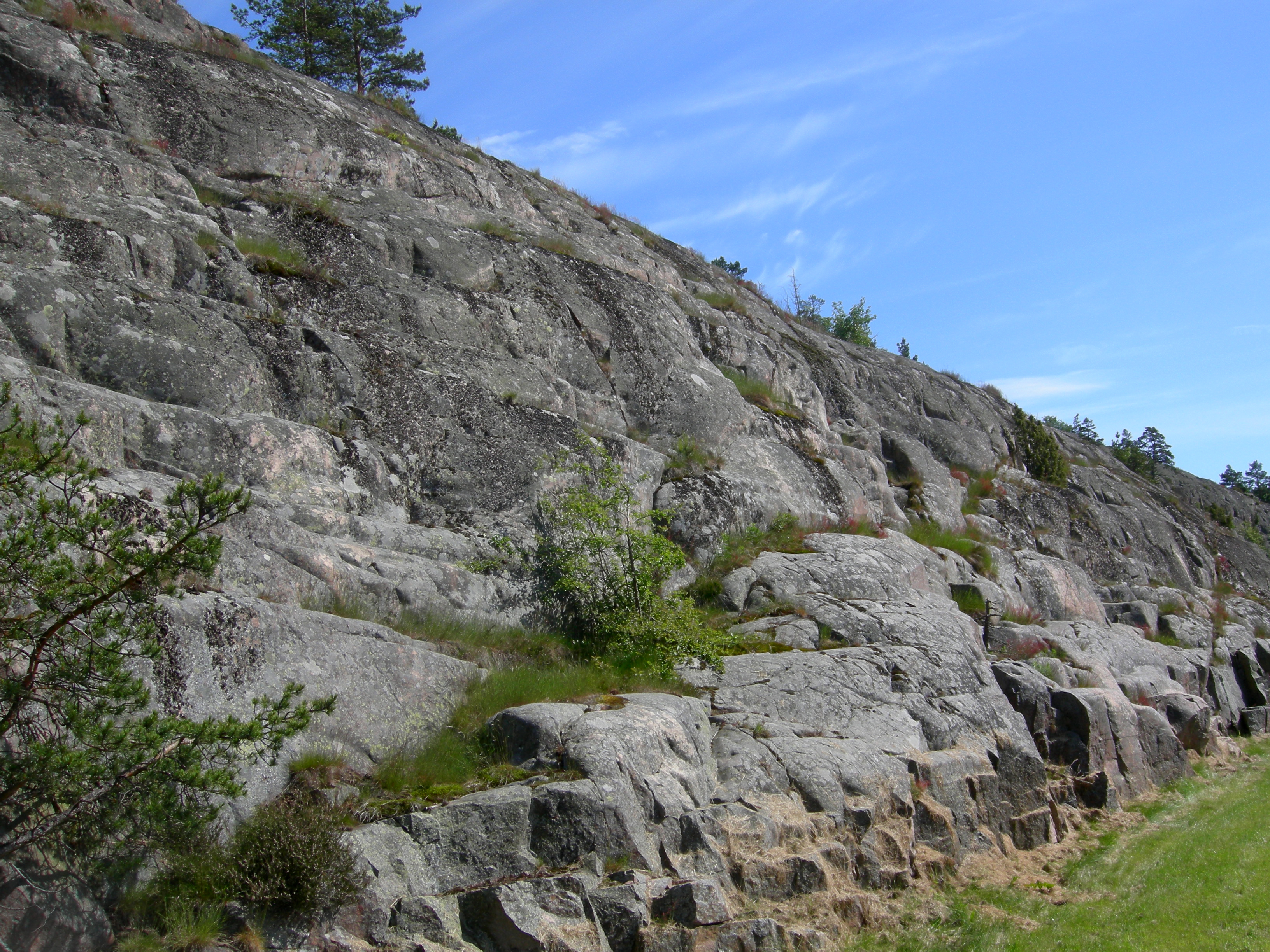
Lecho de roca granítica perforada por glaciares cerca de Mariehamn, Islas Åland

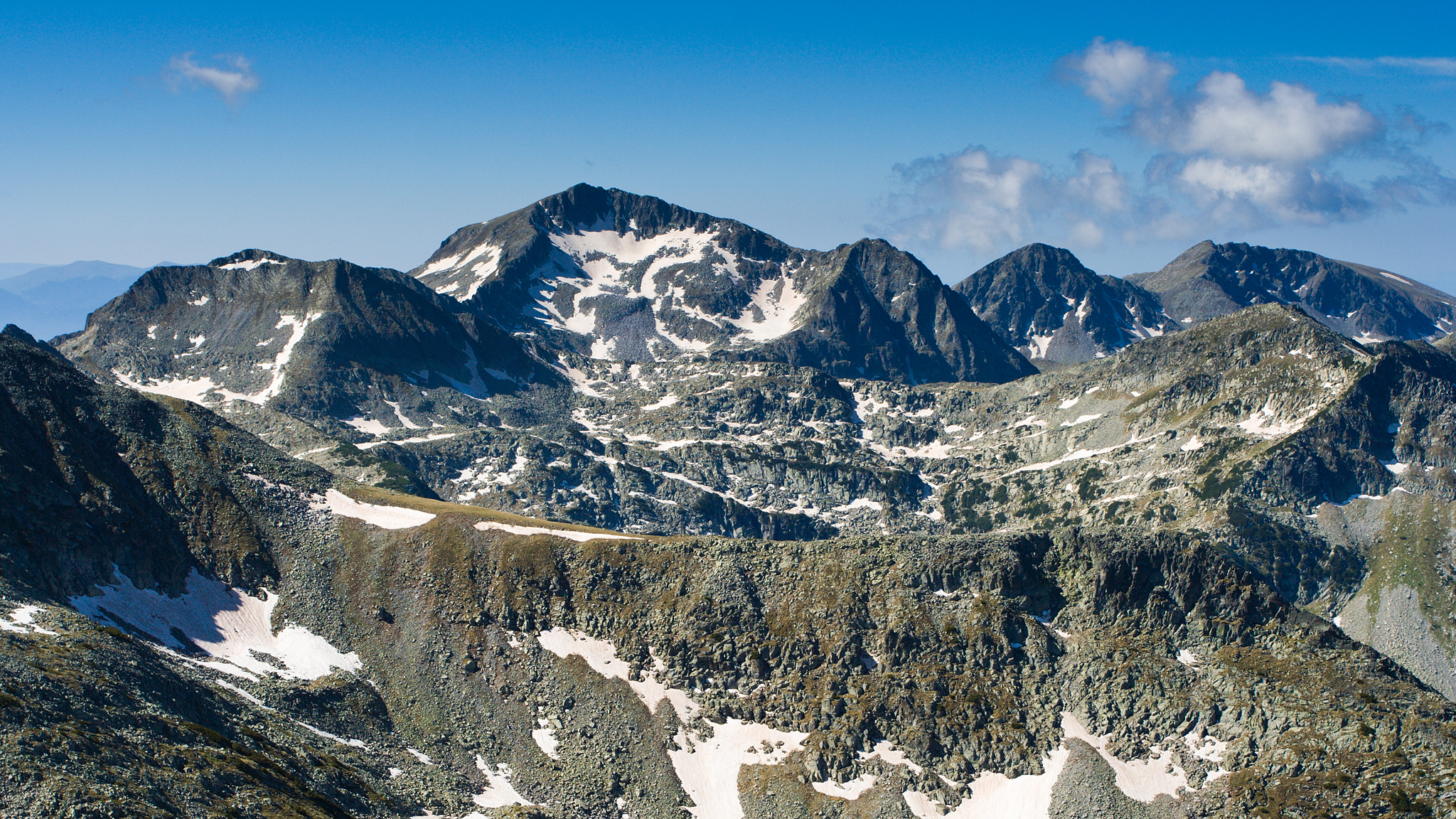
La erosión del pico Kamenitsa en la montaña Pirin, Bulgaria

El modelado glaciar se refiere al modelado de las formas terrestres que derivan del desplazamiento de las grandes capas de hielo durante las glaciaciones del Cuaternario en su mayoría en las partes altas de las montañas. Los accidentes glaciares son accidentes geográficos creados por la acción de los glaciares. Algunas áreas, como Fennoscandia y los Andes meridionales, tienen extensas ocurrencias de accidentes geográficos glaciares; otras áreas, como el Sáhara, muestran formas de relieve glaciares fósiles raras y muy antiguas. Al paisaje consecuencia del modelado glaciar se le llama paisaje glaciar y al estudio del mismo 
El modelado glaciar se produce por la acción de efectos erosivos —principalmente por abrasión y arranque— y por el depósito de los materiales arrastrados.

## Accidentes erosivos

Accidentes erosivos

A medida que los glaciares se expanden, debido al peso acumulado de la nieve y del hielo, trituran, abrasan y erosionan las superficies, como las rocas y el lecho rocoso. Los accidentes  erosivos resultantes comprenden estrías, circos, cuernos glaciares, arêtes, líneas de corte, valles en forma de U, roca aborregadas, sobreprofundizaciones y valles colgantes.
- Circo glaciar: lugar de inicio de los glaciares de montaña;
- Escalera de circo: una secuencia de circos;
- Valle en forma de U, valle glaciar o valle en artesa: los valles en forma de U son creados por glaciares de montaña. Cuando se llena con agua del océano hasta crear una acción anteglacial erosiva, se forma un aliviadero (o col);
- Paso del valle: un cambio brusco en la pendiente longitudinal de un valle glaciar.

## Accidentes  deposicionales

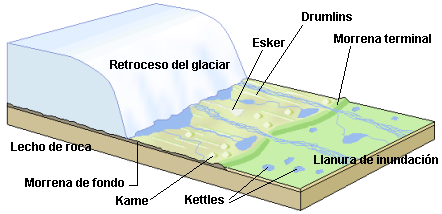
Accidentes geográficos deposicionales

Más tarde, cuando los glaciares se retiraron dejando atrás su carga de roca triturada y de arena (deriva glaciar), crearon accidentes geográficos deposicionales característicos. Los ejemplos incluyen morrenas glaciares, eskers y kames. Los drumlins y morrenas estriadas también son accidentes que dejan los glaciares en retirada. Los muros de piedra de Nueva Inglaterra contienen muchos bloques erráticos, rocas que fueron arrastradas por un glaciar a muchos kilómetros de su origen rocoso.
- Esker: lecho construido de una corriente subglaciar.
- Kame: montículo de forma irregular.
- Morrena: accidente que puede ser terminal (al final de un glaciar), lateral (a lo largo de los lados de un glaciar) o medial (formada por la fusión de morrenas laterales de glaciares contribuyentes).
- Ventilador de lavado: corriente trenzada que fluye desde el extremo frontal de un glaciar.

## Lagos y estanques glaciares
Los lagos y estanques también pueden deberse al movimiento de los glaciares. Los lagos de caldera se forman cuando un glaciar en retirada deja un trozo de hielo, subterráneo o superficial, que luego se derrite para formar una depresión que contiene agua. Los lagos de morrena ocurren cuando los derrubios glaciares represan un arroyo (o escurrimiento de nieve). El lago Jackson y el lago Jenny en el parque nacional Grand Teton son ejemplos de lagos de morrena, aunque el lago Jackson se ve ahora reforzado por la construcción de una presa artificial.
- lago Kettle: depresión, formada por un bloque de hielo separado del glaciar principal, en el que se forma el lago.
- Tarn: un lago formado en un circo por sobreprofundización.
- Lago paternóster: una serie de lagos en un valle glaciar, que se forma cuando un arroyo es represado por sucesivas morrenas recesivas dejadas por un glaciar que avanza o retrocede.
- Lago glaciar: un lago que se formó entre el frente de un glaciar y la última morrena recesivaA lake that formed between the front of a glacier and the last recessional moraine

## Accidentes del hielo
Aparte de los accidentes geográficos que dejaron los glaciares, los glaciares mismos pueden ser accidentes sorprendentes del terreno, particularmente en las regiones polares de la Tierra. Son ejemplos notables los glaciares de valles donde el flujo glaciar está restringido por las paredes del valle, las crevasses en la sección superior del hielo glacial y las cascadas de hielo, el equivalente en hielo de las cascadas.

## Origen controvertido
El origen glaciar de algunos accidentes geográficos ha sido cuestionado.
Erling Lindström ha avanzado la tesis de que las rocas aborregadas pueden no ser accidentes completamente glaciares y que adquirirían la mayor parte de su forma antes de la glaciación. Las uniones que contribuyen a la forma suelen ser anteriores a la glaciación y formas parecidas a una roca aborregada se pueden encontrar en áreas tropicales como África oriental y Australia. Además, en el lago Ivö en Suecia, las superficies de roca erosionadas expuestas por la extracción de caolín se asemejan a la roca aborregada.
La idea de que las superficies aplanadas elevadas fueron moldeadas por la glaciación —el efecto de sierra circular glaciar (glacial buzzsaw)— ha sido rechazada por varios estudiosos. En el caso de Noruega, se ha propuesto que la superficie paleoica elevada ha sido moldeada por el efecto de sierra circular glacial. Sin embargo, esta propuesta es difícil de conciliar con el hecho de que la superficie paleoica consta de una serie de escalones a diferentes niveles. Otros circos glaciares, que en la hipótesis de la sierra circular contribuyen a nivelar el paisaje, no están asociados a ningún nivel paleosuperficial de la superficie paleoica compuesta, ni tampoco la altitud de la línea de equilibrio moderna (ELA, por equilibrium line altitude) o el Último Máximo Glacial (LGM, por Last Glacial Maximum) coinciden con cualquier nivel dado de la superficie paleoica. Las llanuras elevadas de Groenlandia occidental tampoco están relacionadas con ningún efecto de sierra circular glacial.
Ahora se sabe que el golfo de Botnia y la bahía de Hudson, dos grandes depresiones que se encontraban en el centro de antiguas capas de hielo, son más el resultado de la tectónica que de una erosión glacial débil.

## Véase  también
- Serie glacial
- Nunatak: elemento expuesto, a menudo rocoso, de una cresta, montaña o pico no cubierto de hielo o nieve dentro de un campo de hielo o glaciar
- Pico piramidal: pico  montañoso angular y puntiagudo